# Кирицэ, Юлиан
Юлиан Кирицэ (рум. Iulian Chiriță; род. 2 февраля 1967) — румынский футболист, выступавший на позиции полузащитника за сборную Румынии. Почётный гражданин Бухареста (1994).

## Клубная карьера
Юлиан Кирицэ начинал свою профессиональную карьеру футболиста в румынском клубе «Тырговиште» из своего родного города, выступая за него в Дивизии B. Затем он перешёл в «Флакэру» из Морени. 13 марта 1988 года Кирицэ дебютировал в румынской Дивизии А, сыграв в гостевом матче против «Университати» из Крайовы. В 1990 году полузащитник стал игроком «Брашова», а в 1992 году — бухарестского «Рапида». В 1996 году Кирицэ перешёл в другой бухарестский клуб «Динамо». Сезон 1997/98 он частично отыграл за «Арджеш», после чего вернулся в «Тырговиште», в Дивизию B, где вскоре и завершил свою игровую карьеру.  

## Карьера в сборной
20 апреля 1994 года Юлиан Кирицэ дебютировал за сборную Румынии в домашнем товарищеском матче против команды Боливии, выйдя в основном составе. 
Кирицэ был включён в состав сборной Румынии на чемпионат мира по футболу 1994 года в США, но на поле в рамках турнира так и не вышел. 